# Сан-Себастьян-дель-Оэсте
Сан-Себастьян-дель-Оэсте (исп. San Sebastián del Oeste) — посёлок в Мексике, в штате Халиско, входит в состав одноименного муниципалитета и является его административным центром. Численность населения, по данным переписи 2020 года, составила 632 человека.

## Общие сведения
Название San Sebastián дано в честь Святого Себастьяна, а del Oeste указывает на географическое расположение — на востоке, чтобы не путать с поселением Сан-Себастьян-дель-Сур, находящимся на юге штата.
В доиспанские времена в близлежащих районах проживали индейцы теко.
В 1524 году регион был покорён племянником Эрнана Кортеса, конкистадором Франсиско Кортесом, а в 1530 году земли перешли в ведение Нуньо Гусмана.
В 1542 году найдены залежи полезных ископаемых и начата их добыча, а работники основали рабочий посёлок Сан-Себастьян.
В 1608 году был открыт приход Святого Себастьяна.
В 1774—1779 годах было проведено планирование и разметка улиц.
В 1838 году Сан-Себастьян получил статус посёлка.
В 1878 году был построен нынешний храм на фундаменте старого прихода.
22 октября 1983 года к названию Сан-Себастьян было добавлено дель-Оэсте, что было одобрено на городском совете большинством жителей.
Сан-Себастьян-дель-Оэсте расположен в 250 км к западу от столицы штата, города Гвадалахара.

## Население
| Год  | Численность | Численность |
| ---- | ----------- | ----------- |
| 2000 | 560         | [ 7 ]       |
| 2005 | 523         | [ 8 ]       |
| 2010 | 672         | [ 9 ]       |
| 2020 | 632         | [ 10 ]      |